# Liste des premières femmes avocates et juges en Afrique
Voici une liste des premières femmes avocat(e)s et juge(s) en Afrique. Elle comprend l'année au cours de laquelle les femmes ont été admises à pratiquer le droit (entre parenthèses). Sont également incluses les premières femmes de leur pays à avoir obtenu une certaine distinction, comme l'obtention d'un diplôme en droit.
La liste comprend des régions d'outre-mer de la France, un territoire britannique d'outre-mer du Royaume-Uni, un état autoproclamé en Somalie et une division administrative autonome de Tanzanie.

## Afrique du Sud

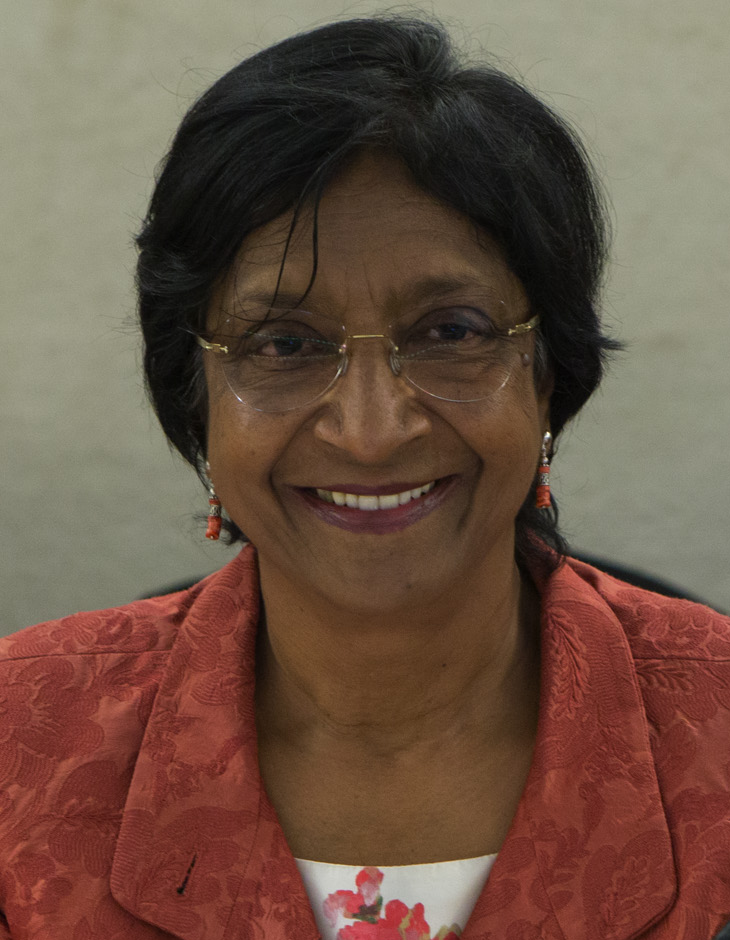
Navanethem Pillay : première femme indienne tamoule nommée juge à la Haute Cour d'Afrique du Sud (1995).

- Madeline Wookey[1],[2] : en 1909, Wookey a commencé à se battre pour le droit de pratiquer le droit en Afrique du Sud. Elle a perdu son procès en appel en 1912[3] ;
- Frances Lyndall Schreiner[4] : première femme diplômée en droit en Afrique du Sud (1914) ;
- Constance Mary Hall (1926)[2],[5] : première femme avocate en Afrique du Sud ;
- Gladys Steyn, Irene Antoinette Geffen et Bertha Solomon (1926)[6],[7],[8],[9] : premières avocates en Afrique du Sud[10] ;
- Olga Brink[11] : première femme magistrat en Afrique du Sud (1962)
- Leonora van den Heever (1952)[8],[12],[13] Première femme juge en Afrique du Sud (1969). Elle a également été la première femme à devenir Senior Counsel (en) en Afrique du Sud[14] ;
- Navanethem Pillay (1967)[15],[16] : première femme indienne tamoule nommée juge à la Haute Cour d'Afrique du Sud (1995)[17] ;
- Zainunnisa "Cissie" Gool (1963) et Desiree Finca (1967)[18],[19] : premières avocates noires respectivement en Afrique du Sud[20] ;
- Yvonne Mokgoro (1987) et Kate O'Regan[21],[22],[23] : premières femmes nommées juges de la Cour constitutionnelle d'Afrique du Sud (1994). Mokgoro est également connue comme la première femme juge noire en Afrique du Sud ;
- Lucy Mailula[24],[25] : première femme noire nommée juge à la Haute Cour d'Afrique du Sud (1995) ;
- Mandisa Maya[26],[27] : première femme (et femme noire) nommée présidente de la Cour suprême d'appel d'Afrique du Sud (2017) et juge en chef adjointe d'Afrique du Sud (Cour constitutionnelle d'Afrique du Sud ; 2022) ;
- Shamila Batohi[28],[29] : première femme à occuper le poste de directrice de l'Autorité nationale des poursuites d'Afrique du Sud (2018).

## Algérie
- Blanche Azoulay (1908)[30],[31],[32],[33] : première femme avocate en Algérie (dès son admission au barreau d'Alger) ;
- Belmihoub Aziz[34] : première femme juge en Algérie (vers 1962) ;
- Nadia Hammadi[35],[36],[37] : première femme nommée juge à la Haute Cour d'Algérie (vers 1963-1964) ;
- Fatiha Sahraoui et Meriem Belmihoub-Zerdani (1964)[38],[39] : premières avocates indigènes en Algérie (dès leur admission au barreau d'Alger) ;
- Fafa Ben Zarrouki[40] : première femme à occuper le poste de présidente d'un tribunal algérien (1975) ;
- Ghania Lebied[41] : première femme à être membre du Conseil constitutionnel d'Algérie (1999) ;
- Kaddache Ghania[42],[43] : première femme nommée procureur général en Algérie (2008) ;
- Chafika Bensaoula[44] : première femme algérienne à être juge à la Cour africaine des droits de l'homme et des peuples (2017).

## Angola
- Maria do Carmo Medina (1948)[45],[46],[47],[48] : première femme avocate en Angola. Elle a également été la première vice-présidente (femme) de la Cour suprême d'Angola alors nouvellement créée (1990)[49],[50] ;
- Efigénia Mariquinha dos Santos Lima Clemente (1985), Maria Immaculate Lourenço da Conceição Neto (1988) et Luzia Bebiana de Almeida Sebastião (1991)[51],[52],[53],[54]: premières femmes nommées juges de la Cour constitutionnelle Cour d'Angola (2008) ;
- Exalgina Gambôa[55],[56] : première femme présidente de la Cour des comptes d'Angola (2018) ;
- Laurinda Cardoso[57] : première femme à occuper le poste de présidente de la Cour constitutionnelle d'Angola (2021).

## Bénin
- Hélène Aholou Keke (1974)[58] : première femme avocate au Bénin ;
- Elisabeth Ekoué Pognon (vers 1962)[59],[60] : première femme à devenir juge, juge à la Cour suprême du Bénin (vers les années 1970), et juge et présidente de la Cour constitutionnelle du Bénin (1993) ;
- Victorie Agbanrin-Elisha[60] : première femme procureur au Bénin (1981) ;
- Clotilde Médégan-Nougbodé[60] : première femme à occuper le poste de présidente de la Haute Cour du Bénin (2003) ;
- Reine Alapini-Gansou (1986)[61],[62] : première femme béninoise nommée juge à la Cour pénale internationale (2017) ;
- Ismath Bio Tchané Mamadou[63] : première (femme) présidente de la Cour des comptes du Bénin (2021) ;

## Botswana
- Unity Dow (1983)[60],[64],[65],[66],[67] : première femme à étudier le droit au Botswana et à devenir juge (lors de sa nomination à la Haute Cour du Botswana en 1998) . Elle est ensuite devenue la première femme à siéger à la Cour constitutionnelle du Botswana ;
- Memooda Ebrahim-Carstens[68] : première femme botswanaise nommée juge au tribunal du travail spécialisé du Botswana (1994) ;
- Athaliah Molokomme (1981)[69],[70] : première femme procureure générale du Botswana (2005) ;
- Sanji Mmasenono Monageng[71],[72] : première femme motswanaise nommée juge à la Cour pénale internationale (2009-2018).

## Burkina Faso
- Kouma Emilienne Caboret (née Ilboudo)[73],[74],[75] : première femme juge au Burkina Faso (1969 ; lorsque le pays était connu sous le nom de Haute-Volta). Elle a également été la première femme à occuper le poste de présidente de la Haute Cour judiciaire du Burkina Faso (1989) ;
- Antoinette Ouédraogo (1984)[76],[77] : première femme avocate au Burkina Faso. Elle est ensuite devenue la première femme Bâtonnier de l'Ordre des Avocats du Burkina Faso (2006)[78] ;
- Ramata Fofana[79],[80] : première femme à occuper le poste de présidente d'une cour d'appel au Burkina Faso (Cour d'appel de Bobo-Dioulasso, 1989-1992 ; Cour d'appel de Ouagadougou, 1999-2001) ;
- Anne Konaté et Jeanne Some[81] : premières femmes nommées membres du Conseil constitutionnel du Burkina Faso (2002)
- Amina Moussou Ouédraogo Traoré[82],[83] : première femme nommée vice-présidente de la Cour Suprême du Burkina Faso (1992) et Mediator of Burkina Faso (en) (2005) ;
- Thérèse Traoré[84] : première femme à occuper le poste de présidente de la Cour de cassation du Burkina Faso (2014).

## Burundi
- Dévote Sabuwanka[85] : première femme à être membre de la Cour constitutionnelle du Burundi (1992)
- Espérance Musirimu (1995)[58],[86] : première femme avocate inscrite au Barreau du Burundi
- Domitille Barancira et Christine Nzeyimana[59],[87],[88] : premières femmes juges à occuper le poste de présidente de la Cour constitutionnelle du Burundi (respectivement 1998-2006 et 2007-2013) ;
- Aimée Kanyana[89] : première femme à occuper le poste de Médiateur de la République du Burundi (2022).

## Cameroun
- Miriam Weledji (1968 - 11 mars 2024)[90] : première femme avocate inscrite au Barreau du Cameroun ;
- Alice Nkom (1971)[91] : première avocate francophone au Cameroun ;
- Lucy Gwanmesia[92] : première femme à être conseillère à la Cour suprême du Cameroun (1988) ;
- Florence Rita Arrey[93],[94],[95] : première femme juge nommée présidente de la Cour d'appel du Cameroun (1990). Elle a également été la première femme nommée procureur du tribunal de première instance (1974). Elle est devenue la première femme à être juge à la Cour suprême du Cameroun (2000). En 2018, elle est devenue la première femme à devenir membre du Conseil constitutionnel du Cameroun ;
- Aimée Ngounou Tchokontheiu[96],[97],[98] : première femme à être nommée procureur général d'une cour d'appel au Cameroun (2010). Elle est ensuite devenue la première femme nommée procureur général de la Cour pénale spéciale du Cameroun (2015) ;
- Ntyam Mengue[99] : première camerounaise (femme) à siéger comme juge à la Cour africaine des droits de l'homme et des peuples (2016) ;
- Annie Noëlle Bahounoui Batende[100] : première femme à occuper le poste de présidente de la Cour pénale spéciale du Cameroun (2020) ;
- Claire Atangana Bikouna[101] : première femme à occuper le poste de présidente (par intérim) de l'Ordre des avocats du Cameroun (2020).

## Cap-Vert

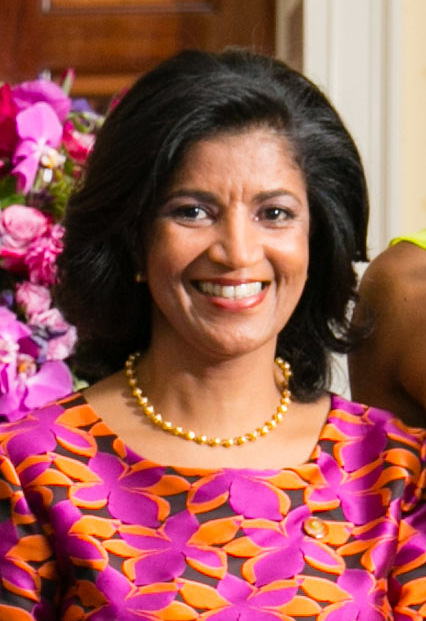
Lígia Lubrino Dias Fonseca : Première (femme) Bastonária du Barreau du Cap-Vert (2001)

- Evelyse de Melo Monteiro[102] : première femme avocate au Cap-Vert ;
- Vera Duarte[103],[104],[105],[106],[107] : première femme à occuper un poste de magistrat au Cap-Vert (1977) et juge à la Cour suprême de justice du Cap-Vert ;
- Lígia Lubrino Dias Fonseca (1989)[108],[109],[110] : première Bastonária de l'Association du Barreau du Cap-Vert (Ordem dos Advogados de Cabo Verde) de 2001 à 2004. Elle est devenue Première Dame du Cap-Vert en 2011 ;
- Maria de Fátima Coronel[111],[112] : première femme nommée présidente de la Cour suprême de justice du Cap-Vert (2015) ;
- Januária Tavares Silva M. Costa[113] : première femme à occuper le poste de juge suppléant à la Cour constitutionnelle du Cap-Vert (2015).

## République centrafricaine
- Thérèse Dejean (vers les années 1970)[114],[115] : première femme magistrat en République centrafricaine ;
- Danièle Darlan, Clémentine Fanga Napala, Sylvia Pauline Yawet Kengueleoua et Marie Serra[116] : premières femmes à siéger à la Cour constitutionnelle de la République centrafricaine (2013). En 2017, Darlan est devenue la première femme élue présidente de la Cour constitutionnelle[117] ;
- Adelaïde Dembélé et Emmanuelle Ducos[118] : premières femmes nommées membres de la Cour pénale spéciale de la République centrafricaine (2017). En 2018, Ducos a été élue première vice-présidente (femme) du Tribunal pénal spécial[119].

## Comores
- Mme Binti[120] : première femme magistrat aux Comores (1967-1968) ;
- Harimia Ahmed[121] : première femme avocate aux Comores ;
- Zamzam Ismaël[122] : première femme à occuper le poste de procureur aux Comores (2012).

## République du Congo
- Agathe Pembellot (Barreau de France ; 1969)[123],[124] : première femme magistrat en république du Congo (1973), ainsi que la première femme membre de la Cour suprême de la république du Congo (1982) ;
- Julienne Ondziel-Gnelenga (1982)[125],[126],[127],[58] : première femme avocate en république du Congo, ainsi que la première femme à occuper le poste de bâtonnier ;
- Delphine Édith Emmanuel Adouki[128] : première femme à être membre de la Cour constitutionnelle de la république du Congo (2003) ;
- Yvonne Kimbembe[129] : première femme à occuper le poste de procureur général de la Cour des comptes et de discipline budgétaire de la république du Congo (2009).

## République démocratique du Congo
- Mme Collin (1944)[130],[131] : première femme avocate inscrite au barreau de Léopoldville (aujourd'hui Kinshasa) au Congo belge (ancien nom de la république démocratique du Congo)[132] ;
- Guizela "Gisèle" Malanda[133] : première femme magistrat en république démocratique du Congo (1968) ;
- Ntumba Kaja[134] : première femme avocate à devenir bâtonnier en république démocratique du Congo (2014) [lors de sa nomination au barreau de Lubumbashi ; Province du Haut-Katanga] ;
- Jeanne Mobele Bomana et Delphine Banza Nsengalenge[135],[136] : premières femmes nommées avocates générales de la Cour constitutionnelle de la république démocratique du Congo (2014) ;
- Alphonsine Kalume Asengo Cheusi[137] : première femme juge à la Cour constitutionnelle de la république démocratique du Congo (2020) ;
- Marthe Nonde Odio[138] : première femme à occuper le poste de première présidente du Conseil d'État (un tribunal administratif fédéral) de la république démocratique du Congo (2022) ;
- Jessikah Inaba (2022)[139] : première avocate (femme) congolaise aveugle à exercer en Grande-Bretagne.
- Marie-Thérèse Kenge Ngomba Tshilombayi[140] : première et unique femme avocate au Barreau près la Cour de cassation et le Conseil d'État de la république démocratique du Congo (1999) et première femme à être élue doyenne de la faculté de droit de l'université de Kinshasa (2015-2020).

## Côte d'Ivoire
- Kwassi Béatrice Cowplli-Boni[58] : première femme avocate en Côte d'Ivoire ;
- Mazohin Marguerite[141] : première femme juge en Côte d'Ivoire ;
- Jacqueline Oble[142] : première femme professeur de droit en Côte d'Ivoire et en Afrique subsaharienne (lors de son entrée au corps professoral de la faculté de droit d'Abidjan dans les années 1980) ;
- Martine Tiacoh[143] : première femme à être conseillère au Conseil constitutionnel de Côte d'Ivoire (1995-1999) ;
- Chantal Camara[144] : première femme juge nommée à la présidence de la Cour de cassation de Côte d'Ivoire (2019) ;
- Sori Nayé Henriette[145],[146] : première femme à occuper le poste de procureur général d'une cour d'appel de Côte d'Ivoire (lors de sa nomination à la cour d'appel d'Abidjan en 2022).

## Djibouti
- Korane Ahmed Aouled[147] : première femme djiboutienne à démarrer une pratique d'avocat dans le secteur privé à Djibouti ;
- Khadija Abeba[148],[149],[150] : première femme juge à Djibouti (1977)[151],[152]. Elle est également la première femme à occuper les fonctions de présidente de la Haute Cour d'appel de Djibouti et de la Cour suprême de Djibouti (toutes deux en 1996) ;
- Fatouma Mahamoud[153] : première femme à occuper le poste de présidente du barreau de Djibouti (2007) ;
- Ismahan Mahamoud Ibrahim[154] : première femme à occuper le poste de premier président de la Cour des comptes de Djibouti (2017).

## Egypte

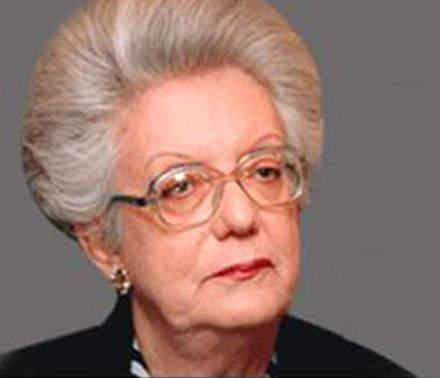
Aisha Rateb : première femme professeur de droit et ambassadrice (1979) en Égypte.

- Naima Ilyas al-Ayyubi (1933)[155] : première femme avocate en Égypte ;
- Mufidah Abdul Rahman[156],[157] : première femme avocate à porter des affaires devant la Cour de cassation en Égypte, la première femme à pratiquer le droit au Caire, en Égypte, la première femme à plaider une affaire devant un tribunal militaire en Égypte, et la première femme à plaider devant les tribunaux du sud de l'Égypte ;
- Insaf al-Borai[158],[159],[160] : première femme juge en République arabe unie (1958 ; une république signifiant l'union de l'Égypte et de la Syrie de 1958 à 1971) ;
- Tahani al-Gebali[161] : première femme juge en Égypte (lors de sa nomination à la Cour constitutionnelle suprême d'Égypte en 2003)
- Aisha Rateb (1955)[69],[162] : première femme professeur de droit à l'Université du Caire, Égypte (ainsi que la première du pays) ;
- Sally al-Saidi[163] : première femme nommée juge à la Cour pénale (2009) et présidente de la Cour de cassation d'Égypte (2013) ;
- Dalia al-Namaky[164] : première femme nommée juge en chef des tribunaux de la famille en Égypte (2010) ;
- Hasnaa Shaaban Abdullah[165],[166] : première femme juge à présider un tribunal en Égypte (lors de sa nomination à la présidence du tribunal économique de Tanta en 2018) ;
- Mona Ibrahim Mohamed Tawila[167],[168],[169] : première femme à diriger un département de la Haute Cour d'appel d'Égypte (2020) ;
- Radwa Helmi[170],[171] : première femme nommée juge à la Cour administrative suprême d'Égypte (2022).

## Érythrée
- Fozia Hashim[172],[173] : première femme nommée juge en chef de la Haute Cour d'Érythrée après la déclaration d'indépendance du pays en 1991.

## Eswatini
- Qinisile Mabuza (1978)[174],[175] : première femme avocate et procureure à Eswatini (anciennement Swaziland). Elle est ensuite devenue la première femme juge en 2005 (lors de sa nomination en tant que juge de la Haute Cour d'Eswatini)[176] ;
- Mumcy Dlamini[177] : première femme à occuper le poste de directrice par intérim des poursuites pénales à Eswatini (2006) ;
- Lorraine Hlophe et Dumsile Faith Dlamini[178] : premières femmes nommées juges du tribunal du travail d'Eswatini (2021).

## Éthiopie
- Alexandra Hamawi[179],[180] : première femme diplômée en droit en Éthiopie (1966) ;
- Atsedeweine Tekle (1978)[181],[182] : première femme juge en Éthiopie (après avoir siégé respectivement à la Haute Cour d'Éthiopie (en) et à la Cour suprême fédérale d'Éthiopie) ;
- Meaza Ashenafi[183],[184] : première femme juge nommée présidente de la Cour suprême fédérale d'Éthiopie (2018) ;
- Adanech Abebe[185],[186] : première femme à occuper le poste de procureur général fédéral d'Éthiopie (2020).

## Gabon
- Marylise Issembé[187],[188],[189] : première femme avocate au Gabon (après s'être inscrite au Barreau gabonais de Libreville). Elle a été la première femme à occuper le poste de présidente par intérim du barreau national du Gabon[190] ;
- Rose Rogombé[191],[192] : première femme juge au Gabon (1967). Elle a également été la première femme à occuper les postes de substitut du procureur, de juge d'instruction, de vice-présidente du tribunal de grande instance de Libreville, de procureure de la République et de conseillère à la chambre judiciaire de la Cour suprême du Gabon ;
- Marie-Madeleine Mborantsuo[193],[194],[195] : première femme à occuper le poste de présidente de la Cour constitutionnelle du Gabon. Elle et Louise Angué sont devenues les premières femmes membres de la Cour constitutionnelle en 1991[196].

## Gambie
- Mariam Jack Denton (vers les années 1980)[197] : première femme avocate en Gambie ;
- Mary Sey[198],[199],[200],[201] : première femme juge en Gambie (lors de sa nomination à la Haute Cour de Gambie dans les années 1990) ;
- Amie Bensouda[202] : première femme solliciteur général de la Gambie (1990). Elle a également été la première femme à occuper le poste de présidente de l'Association du Barreau de Gambie[203] ;
- Hawa Sisay-Sabally[204] : première femme procureure générale de la Gambie (en) (1996–1998) ;
- Fatou Bensouda[205] : première femme africaine (Gambie) à occuper le poste de Procureur de la Cour pénale internationale (2011-2021) ;
- Mabel Agyemang (Ghana Bar, 1987)[206] : première femme juge nommée juge en chef de la Cour suprême de Gambie (2013-2014) ;
- Fatoumata Sowe et Mariama Jatta[207] : premières femmes nommées juges des tribunaux de la charia en Gambie (2022).

## Ghana
- Essi Matilda Forster (1947)[208] : première femme avocate au Ghana (alors connue sous le nom de Côte-de-l'Or) ;
- Annie Jiagge (1950)[209],[210] : première femme au Ghana et dans le Commonwealth des Nations à devenir juge (1953) ;
- Joyce Bamford-Addo (1961)[211] : première femme juge de la Cour suprême du Ghana ;
- Akua Kuenyehia[212] : première femme ghanéenne à être juge et vice-présidente de la Cour pénale internationale (2003) ;
- Barbara Mensah[213] : première femme d'origine ghanéenne à occuper le poste de juge d'une cour de circuit au Royaume-Uni (2005) ;
- Sophia Akuffo[214] : première Ghanéenne (femme) élue juge à la Cour africaine des droits de l'homme et des peuples et sa présidente (2006 et 2012 respectivement) ;
- Georgina Theodora Wood (vers les années 1970)[59] : première femme juge nommée juge en chef de la Cour suprême du Ghana (2007) ;
- Betty Mould-Iddrisu (v. 1978)[215] : première femme (avocate) à occuper le poste de procureur général du Ghana (en) (2009-2011) ;
- Cynthia Lamptey[216] : première (femme) procureure spéciale adjointe du Ghana (2018) et procureure spéciale par intérim du Ghana (2020).

## Guinée
- Fatoumata Binta Diallo (1998)[217] : première femme inscrite pour pratiquer le droit au Barreau de la République de Guinée Conakry (Barreau de la République de Guinée) ;
- Rouguiatou Barry[218] : première femme à être membre de la Cour constitutionnelle de Guinée (2015).

## Guinée-Bissau
- Maria do Céu Monteiro (en)[219],[220] : première femme juge élue à la présidence de la Cour suprême de justice et du Conseil supérieur de Guinée-Bissau (2004).

## Guinée équatoriale
- Ana María Dougan Thomson (1957)[221],[222],[223] : l'une des femmes avocates en exercice à l'époque de l'indépendance de la Guinée équatoriale en 1968. Elle a ensuite été doyenne du Barreau de Guinée équatoriale (1990).

## Kenya
- Katharine Hurst[224] : première femme procureur dans la colonie du Kenya (1953) ;
- Effie Owuor (vers les années 1960)[225],[226],[227],[228],[229] : première femme juge du Kenya (lors de sa nomination en tant que juge de la Haute Cour en 1982). Elle a également été la première femme à être nommée avocate d'État (vers les années 1960), magistrate (1971) et juge à la Cour d'appel (2003) au Kenya ;
- Kalpana Rawal (en) (1975)[230],[231],[232],[233] : première femme avocate au Kenya (lors de la création d'un cabinet d'avocats en 1975). Elle est ensuite devenue la première femme juge d'origine asiatique au Kenya (2000) ;
- Joyce Nuku Khaminwa[234] : première femme africaine à établir un cabinet privé au Kenya (1978) ;
- Roselyn Naliaka Nambuye[235] : première femme à occuper le poste de magistrate principale au Kenya (1988) ;
- Raychelle Awuor Omamo[236] : première femme à occuper le poste de présidente de la Law Society of Kenya (2001) ;
- Abida Ali-Aroni[237] : première femme musulmane nommée juge à la Haute Cour du Kenya (2009) ;
- Joyce Aluoch[238] : première (femme) kényane à occuper le poste de juge à la Cour pénale internationale (2009) ;
- Nancy Makokha Baraza (en)[239] : première femme à occuper le poste de juge en chef adjointe de la Cour suprême du Kenya (2011) ;
- Caroline Tegeret (2021)[240] : première femme avocate Ogiek au Kenya ;
- Philomena Mwilu[241] : première femme à occuper le poste de juge en chef par intérim de la Cour suprême du Kenya (2021) ;
- Martha Koome[242] : première femme à occuper le poste de juge en chef de la Cour suprême du Kenya (2021).

## Lesotho
- Kelello Justina Mafoso-Guni[243],[244] : première femme avocate et juge à la Haute Cour du Lesotho ;
- 'Neile Alina 'Mantoa Fanana (1980)[245] : première femme à occuper le poste de médiateur au Lesotho (2010) ;
- Nthomeng Majara (1997)[246],[247] : première femme juge nommée juge en chef de la Haute Cour du Lesotho (2014) ;
- Hlalefang Motinyane : première femme nommée directrice par intérim des poursuites pénales du Lesotho (2017).

## Libéria
- Angie Brooks (1953)[248],[249],[250] : première femme avocate au Libéria. Elle a également été la première femme à occuper le poste de procureur général adjoint du Libéria (1953) et de juge à la Cour suprême du Liberia (1977) ;
- Emma Shannon Walser (1969)[249],[251],[252] : première femme juge au Libéria (lors de sa nomination en tant que juge de la Cour de circuit du Libéria en 1971) ;
- Amymusu Jones[253],[254],[255]:  femme magistrat au Libéria (tribunal de première instance de la ville de Monrovia à parir de 1994). Elle a également été la première femme à occuper le poste de juge à la Cour du cinquième circuit judiciaire du comté de Grand Cape Mount, au Libéria (vers 2006) ;
- Frances Johnson-Morris[256],[257] : première femme juge nommée juge en chef de la Cour suprême du Libéria (1996–1997) ;
- Charlene Aimesa Reeves[258] : première femme à occuper le poste de solliciteur général du Libéria.

## Libye
- Karima El Hadi Turki[259],[260] : première femme avocate en Libye ;
- Naïma Mohamed Jibril[261],[262] : première femme juge en Libye avant que la loi interdise aux femmes d'occuper des fonctions judiciaires en 1976 (1975) ;
- Rafia al-Obeidi et Fatima al-Barasi[263],[264],[265],[266] : premières femmes juges en Libye après la levée des restrictions judiciaires en 1989[267] (lors de leur nomination au tribunal de première instance de Benghazi en 1989) ;
- Fatima al-Barasi[268] : première femme nommée au Conseil judiciaire suprême de Libye (2011) ;
- Wedad Al-Hamali[268] : première femme élue au Conseil judiciaire suprême de Libye (2014).

## Madagascar
- Berthe Raharijaona[269] : première femme avocate à Madagascar ;
- Isabelle Razafintsalama[270] : première femme procureur de la République à Madagascar ;
- Emilie Radaody-Ralarosy[271] : première femme nommée conseillère (juge) de la Cour suprême de Madagascar (1965) ;
- Arlette Ramaroson[272] : première femme malgache à siéger comme juge à un tribunal international (lors de sa nomination au Tribunal pénal international pour le Rwanda en 2001) ;
- Fanirisoa Ernaivo[273] : première femme élue à la présidence de l'Union des Magistrats de Madagascar (2016) ;
- Annick Tsiazonangoly[274] : première femme nommée membre de la Haute Cour de Justice de Madagascar (2018) ;
- Chantal Razafinarivo[275] : première femme à occuper le poste de Bâtonnier (Président) de l'Association du Barreau de Madagascar (2019).

## Malawi
- Vera Chirwa (1959)[276] : première femme avocate au Malawi ;
- Anastasia Msosa (1975)[277],[278],[279] : première femme nommée juge à la Cour suprême d'appel (1992–1997), juge à la Haute Cour (1993–1998) et juge en chef (2013– 2015) ;
- Chanju Samantha Mwale (en) (vers 2002)[280],[281] : première femme avocate (qui est lieutenant-colonel dans l'armée du Malawi) (2004) ;
- Jane Ansah[282] : première femme à occuper le poste de procureur général du Malawi (2006) ;
- Tujilane Chizumila[283],[284] : première femme ombudsman au Malawi (2010), ainsi que la première femme à créer un cabinet d'avocats au Malawi. Elle est également la première femme malawienne à être juge à la Cour africaine des droits de l'homme et des peuples (2017) ;
- Rosemary Kanyuka[285] : première femme nommée directrice des poursuites publiques au Malawi (2010) ;
- Tadala Peggy Chinkwezule[286] : première femme malawienne à siéger en tant que membre du conseil de la Commonwealth Lawyers Association (en).

## Mali
- Fatoumata Sylla (1982)[287],[288],[289],[290],[291],[292] : première femme avocate ; au Mali. Elle est ensuite devenue la première femme bâtonnière de l'Ordre des Avocats du Mali (1998-2004) ;
- Kaïta Kayentao Diallo[290],[293],[294],[295] : première femme juge de paix au Mali (1985). Elle est également la première femme nommée présidente de la Cour suprême du Mali (2006) ;
- Amina Mallé Sanogo[296] : première femme malienne à être juge à la Cour de justice de la Communauté économique des États de l'Afrique de l'Ouest (en) (2001) ;
- Fatoumata Dembélé Diarra[297] : première malienne (femme) à occuper le poste de juge à la Cour pénale internationale (2003) ;
- Manassa Danioko[59],[290],[298] : première femme nommée présidente de la Cour constitutionnelle du Mali (2015). Elle a également été la première femme nommée procureur général du Mali (1995).

## Mauritanie

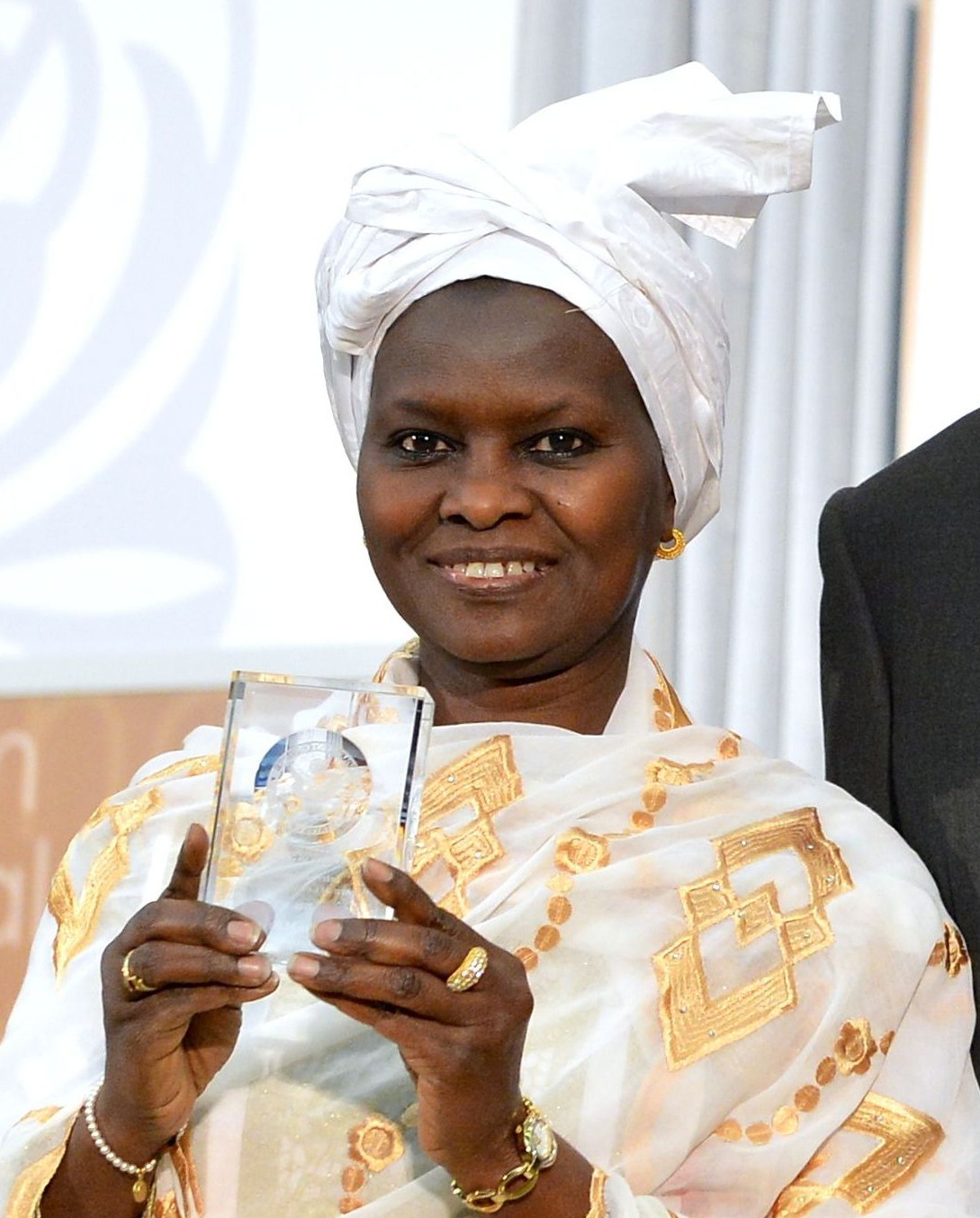
Fatimata M'Baye : Première femme avocate en Mauritanie (vers 1985).

- Fatimata M'Baye (v. 1985)[299] : première femme avocate en Mauritanie ;
- Amamah Bint Cheikh Sidya[300],[301] : première femme juge en Mauritanie (2013) ;
- Tekber Mint Oudeika[302],[303] : première femme juge à occuper le poste de présidente d'un tribunal en Mauritanie (lors de sa nomination à la présidence du Tribunal du travail en 2018). En 2015, elle est devenue la première femme à occuper le poste de juge au tribunal de commerce de la capitale mauritanienne[304],[305] ;
- Aisha Mint Ahmed (2021)[306] : première avocate Haratin en Mauritanie.

## Maurice
- Laure Pillay (1955)[307] : première femme avocate à Maurice. Elle est ensuite devenue la première femme magistrat à Maurice (1967)[308],[309] ;
- Saheda Peeroo (1972)[310] : première avocate musulmane à Maurice ;
- Shirin Aumeeruddy-Cziffra: première femme (avocate) à devenir procureure générale (en) à Maurice (1982-1983) ;
- Vidya Narayen[311],[312] : première femme nommée juge à la Cour suprême de Maurice (1993) ;
- Narghis Bundhun[313] : première femme à occuper le poste de présidente de l'Association du Barreau de Maurice (2000) ;
- Urmila Boolell[314] : première femme avocate à créer son propre cabinet d'avocats à Maurice (2008). Elle et Bundhun ont été les premières femmes à devenir Senior Counsels (en) à Maurice (2016-2017) ;
- Rehana Bibi Mungly-Gulbul[315],[316] : première femme qui sera juge en chef de la Cour suprême de Maurice (2021).

## Mayotte
- Fatima Ousseni (v. 1997)[317] : première femme avocate à Mayotte ;
- Gracieuse Lacoste-Etcheverry[318],[319] : première femme nommée présidente de la cour d'appel de Saint-Denis (2015) [compétence de Mayotte et de la Réunion] ;
- Christiane Féral-Schuhl[320] : première femme présidente du Conseil National des Barreaux (CNB) à Mayotte (2019) ;
- Fabienne Atzori[321] : première femme à exercer les fonctions de procureur général de La Réunion et de Mayotte (2021).

## Maroc
- Hélène Cazès-Benatar (vers 1929)[322] : première femme avocate au Maroc ;
- Zaynab Abd al-Razzaq[323] : première femme juge au Maroc (1960) ;
- Fouzia Harrous[324] : Première femme magistrate à Agadir (1970), présidente de la chambre civile à la Cour d'Appel de Casablanca (2001) ;
- Zineb El Adaoui[325],[326],[327] : première femme nommée juge (1984) et présidente (2021) de la Cour des comptes du Maroc ;
- Amina Benchekroun[328],[329] : première femme nommée juge au Conseil supérieur de la magistrature du Maroc (1987) ;
- Saâdia Belmir[330],[331] : première femme nommée juge au Conseil constitutionnel du Maroc (1999) ;
- Laïla Benjelloun[332],[326] : première femme juge à occuper le poste de premier président de la Cour d'appel du commerce du Maroc (2000) ;
- Hajibah al-Bukhari[333] : première femme nommée juge au Conseil supérieur de la magistrature du Maroc sans quota (2016) ;
- Rahmona Ziani[334],[335] : première femme nommée procureur du Roi (ou procureur général) au Maroc (2018) ;
- Jamila Sedqi[336],[337] : première femme marocaine à siéger en tant que juge au Tribunal administratif de l'Union africaine (UA) (2019) [basée à Addis-Abeba, en Éthiopie] ;
- Rabiha Fath Al-Nur[338],[339],[340] : première femme nommée procureur en chef d'un tribunal de première instance au Maroc (2021).

## Mozambique
- Noémia Neves Anacleto (vers 1953)[341] : première femme avocate au Mozambique ;
- Gita Honwana Welch (en)[342],[343],[344],[345],[346] : première femme juge au Mozambique (entre 1978 et 1989). Elle est également considérée comme la première femme avocate universitaire au Mozambique ;
- Maria Noémia Francisco[345] : première femme à être juge à la Cour suprême du Mozambique (1988) ;
- Luísa Chadraca (vers 1990)[347] : première femme à s'inscrire au Barreau du Mozambique (Ordem dos Advogados de Moçambique) ;
- Beatriz da Consolação Mateus Buchili[348],[349] : première femme nommée procureur général du Mozambique (en) (2014) ;
- Lúcia Fernanda Buinga Maximiano do Amaral et Lúcia da Luz Ribeiro[345],[350] : premières femmes à servir comme juges du Conseil constitutionnel du Mozambique (2003). Ribeiro est ensuite devenue la première femme à occuper le poste de présidente du Conseil constitutionnel du Mozambique en 2019.

## Namibie
- Karen Goldblatt Marshall (1966)[351] : première femme avocate (non autochtone) en Namibie (après avoir été admise au barreau de Windhoek). Elle est ensuite devenue la première femme juge en Namibie ;
- Maria Catharina Greeff (vers 1977)[352] : première avocate caucasienne née dans le pays en Namibie. Elle a également été la première femme à être admise en Namibie ;
- Bience Gawanas (vers 1993)[353],[354] : première avocate namibienne née en Namibie. Elle a également été la première femme nommée à la tête du bureau du médiateur namibien (1996-2003) ;
- Mavis Gibson[355],[356] : première femme nommée juge à la Haute Cour de Namibie (1995) ;
- Pendukeni Iivula-Ithana (1999)[357],[358] : la seule femme parmi les 21 membres de l'Assemblée constituante de Namibie (en) (1990) et est devenue plus tard la première femme procureur général de Namibie (2001) ;
- Martha Imalwa (en)[359],[360] : première femme nommée Procureur général de Namibie (en) (2004) ;
- Elize Angula[361],[362] : première femme à occuper le poste de présidente de la Law Society of Namibia (2004) ;
- Susan Vivier (1983)[363] : première femme avocate à obtenir le statut de Senior Counsel en Namibie (2010) ;
- Rita Makarau, Johanna Prinsloo et Esi Schimming-Chase[364] : premières femmes nommées juge à la Cour suprême de Namibie (2023).

## Niger
- Adji Fati Kountche[58] : première femme avocate au Niger ;
- Fatimata Bazeye Salifou (1979)[59],[365],[366] : première femme magistrate au Niger. Elle est ensuite devenue la première femme nommée présidente de la Cour constitutionnelle du Niger (en) (2007) ;
- Eliane J. Allagbada[367],[368] : première femme à occuper le poste de présidente de la Cour des comptes du Niger (2010). Elle a également été la première femme à occuper le poste de juge au tribunal de première instance de Niamey ;
- Hadiza Moussa Gros[369],[370],[371] : première femme à occuper le poste de Présidente de la Haute Cour de Justice du Niger (2011) ;
- Aissata Zada[372] : première femme à occuper le poste de présidente de l'Association du barreau du Niger (vers 2013).

## Nigeria
- Stella Thomas (1935)[373] : première femme avocate au Nigeria. Elle est devenue plus tard la première femme magistrat au Nigeria (1943) ;
- Modupe Omo-Eboh (1952)[374],[375],[376],[377] : première femme juge au Nigéria et première femme membre de la Haute Cour du Nigéria en 1969 ;
- Folake Solanke (1962) : première femme avocate au Nigéria à devenir avocate principale du Nigeria (en) (1981) ;
- Victoria Ayodele Uzoamaka Onejeme (en) (1965)[378] : première femme à devenir procureure générale dans l'histoire du Nigéria (1978) ;
- Dora Wilson-Ekwo[379] : première femme avocate (qui est lieutenant-colonel) dans les forces armées nigérianes (vers 1993) ;
- Rosaline Omotosho (en) (1961)[380] : première femme à occuper le poste de juge en chef au Nigeria (1995) ;
- Hauwa Ibrahim (1996)[381],[382] : première avocate musulmane au Nigeria[383] ;
- Roseline Ukeje (en) (1971)[384],[385],[386] : première femme juge nommée juge en chef de la Haute Cour fédérale du Nigéria (2001) ;
- Hansine N. Donli[296] : première femme nigériane à être juge à la Cour de justice de la Communauté économique des États de l'Afrique de l'Ouest (en) (2001) ;
- Aloma Mariam Mukhtar (1967)[387],[388] : première femme nommée juge à la Cour suprême du Nigéria et son juge en chef (2009-2014)[59],[385] Elle a également été la première femme avocate du nord du Nigeria, ainsi que la première femme juge à la Haute Cour de Kano, au Nigeria[389],[390],[391] ;
- Elsie Nwanwuri Thompson (en)[392] : première Nigériane (femme) à occuper le poste de juge à la Cour africaine des droits de l'homme et des peuples (2010) ;
- Zainab Adamu Bulkachuwa (en)[293] : première femme juge à occuper le poste de présidente de la Cour d'appel du Nigeria (2014).

## Ouganda

Princesse Elizabeth Christobel Edith Bagaaya Akiiki de Toro : première femme avocate en Ouganda (1965).

- Princesse Elizabeth Christobel Edith Bagaaya Akiiki de Toro (1965)[393] : première femme avocate en Ouganda ;
- Laeticia Kikonyogo (1968)[394] : première femme magistrat en Ouganda (lors de sa nomination au grade I de 1971 à 1973). Elle a également été la première femme magistrate en chef (1973-1986), juge à la Haute Cour d'Ouganda (1986), juge à la Cour suprême d'Ouganda (1997) et juge en chef adjointe d'Ouganda (2001-2010 après avoir été juge Juge à la Cour d'appel de l'Ouganda /Cour constitutionnelle de l'Ouganda) ;
- Rebecca Kadaga[395] : première femme avocate à ouvrir un cabinet privé en Ouganda (vers les années 1980) ;
- Solome Bossa[396] : première femme à diriger la Société ougandaise de droit (1993) ;
- Julia Sebutinde (1978)[397],[398] : première femme ougandaise nommée juge au Tribunal spécial pour la Sierra Leone (2005) et juge à la Cour internationale de justice (2012) ;
- Priscilla Schwartz[399] : première femme nommée procureur général en Sierra Leone (2018) ;
- Florence Ndagire (2009)[400] : première avocate malvoyante en Ouganda
- Jane Frances Abodo[401] : première femme à occuper le poste de directeur des poursuites publiques en Ouganda (2020).

## La Réunion
- Marie Colardeau (1930)[402] : première femme avocate à la Réunion ;
- Fernande Anilha[403] : première femme à occuper le poste de Bâtonnier de l'Ordre des Avocats de Saint-Denis à La Réunion (1994) ;
- Gracieuse Lacoste-Etcheverry[318],[319] : première femme nommée présidente de la cour d'appel de Saint-Denis (2015) [compétence de Mayotte et de la Réunion] ;
- Valérie Lebreton[404] : première femme à occuper le poste de Présidente du Tribunal de Grande de Saint-Pierre (2019) [compétence de La Réunion] ;
- Fabienne Atzori[321] : première femme à exercer les fonctions de procureur général de La Réunion et de Mayotte (2021).

## Rwanda
- Agnès Mukabaranga (1994)[405] : première femme inscrite pour pratiquer le droit au Barreau du Rwanda ;
- Immaculée Nyirinkwaya[406],[407] : première femme nommée juge à la Cour suprême du Rwanda (1995) ;
- Navanethem Pillay[408] : première femme juge au Tribunal pénal international pour le Rwanda (1995) ;
- Louise Arbour[409] : première femme à occuper le poste de procureur en chef du Tribunal pénal international pour le Rwanda (1996) ;
- Marie-Josée Mukandamage[410] : première femme à occuper le poste de présidente de la Cour des comptes du Rwanda (1999) ;
- Aloysia Cyanzayire[411],[412],[59],[413] : première femme juge élue juge en chef de la Cour suprême du Rwanda (2003) ;
- Marie Thérèse Mukamulisa[414] : première femme rwandaise à être juge à la Cour africaine des droits de l'homme et des peuples (2016).

## Sainte-Hélène, Ascension et Tristan da Cunha
- Jane Hamilton-White (en)[415] : première femme nommée procureur public pour Sainte-Hélène, Ascension et Tristan da Cunha (2006).

## São Tomé et Príncipe
- Alice Vera Cruz (en)[416],[417] : première femme juge et présidente de la Cour suprême de São Tomé et Príncipe (2001) ;
- Edite Tenjua[418] : première femme avocate à São Tomé et Príncipe à travailler dans le secteur pétrolier et gazier (2004) ;
- Celiza de Deus Lima[419],[420],[421] : première femme à occuper le poste de Bastonária de l'Association du Barreau de São Tomé et Príncipe (2012-2014) ;
- Kótia Solange do Espírito Santos Menezes[422],[423] : première femme élue juge à la Cour constitutionnelle de São Tomé et Príncipe (2018).

## Sénégal
- Mame Bassine Niang (1975)[424],[425] : première femme avocate au Sénégal ;
- Marie José Crespin[426],[427] : première femme juge au Sénégal ;
- Dior Fall Sow (1968)[428] : première femme procureur du Sénégal (lors de sa nomination à la République près le Tribunal de première instance de Saint-Louis en 1976) ;
- Andresia Vaz[429],[430] : première femme juge à occuper le poste de premier président de la Cour de cassation du Sénégal (1997–2001). Elle est également la première femme à occuper le poste de présidente de la Cour d'appel de Dakar (2004) ;
- Mireille Ndiaye[429],[430] : première femme à occuper les fonctions de procureur général près la Cour de cassation du Sénégal (2001) et de présidente du Conseil constitutionnel du Sénégal (2002) ;
- Zeynab Mbengue[431] : première femme à occuper le poste de magistrat à la Cour des comptes du Sénégal ;
- Aminata Gueye (2023)[432] : première avocate sénégalaise à exercer en Italie.

## Seychelles
- Danielle Rasool (vers les années 1970)[433],[434]: réputée être la première femme avocate aux Seychelles ;
- Dora Zatte (en)[435] : première femme à occuper le poste de Médiatrice des Seychelles (2010) ;
- Mathilda Twomey (1987)[436],[437] : première femme juge aux Seychelles (lors de sa nomination à la Cour d'appel des Seychelles en 2011). Elle est également la première femme juge nommée juge en chef de la Cour suprême des Seychelles (en) (2015) ;
- Fiona Robinson[438] : première femme nommée juge à la Cour suprême des Seychelles (2013).

## Sierra Leone
- Frances Claudia Wright (1943): première femme avocate en Sierra Leone ;
- Agnes Macaulay (1956)[439],[440],[441],[442] : première femme juge en Sierra Leone (vers 1970) ;
- Patricia Macaulay[443] : première femme nommée juge à la Cour suprême de la Sierra Leone (en) (vers 1994) ;
- Renate Winter (en)[444] : première femme à être juge au Tribunal spécial pour la Sierra Leone (2002) ;
- Umu Hawa Tejan-Jalloh (vers les années 1970)[59] : première femme juge nommée juge en chef de la Cour suprême de la Sierra Leone (2008) ;
- Priscilla Schwartz[397] : première femme nommée procureur général en Sierra Leone (2018) ;
- Eddinia Michaela Swallow[445] : première femme à occuper le poste de vice-présidente et présidente de l'Association du Barreau de Sierra Leone (2020) ;
- Miatta Maria Samba (en)[446] : première sierra-léonaise (femme) à occuper le poste de juge à la Cour pénale internationale (2021).

## Somalie
- Caasha-Kin Duale (1979)[447],[448],[449] : première femme avocate en Somalie ;
- Samira Hussein Daud[450],[451] : l'une des six premières femmes procureurs en Somalie (2015)[452] ;
- Khadra Hussein Mohammad[453] : première femme juge en Somalie.

## Somaliland
- Ifrah Aden Omar[454],[455] : première avocate en exercice au Somaliland ;
- Khadra Hussein Mohammad[456] : première femme avocate à devenir procureure adjointe nationale au Somaliland (2014) ;
- Aswan Harmud (en)[457] : première femme avocate à devenir Procureur du Somaliland (2015).

## Soudan
- Sania Mustafa (vers les années 1960)[458] : première femme avocate au Soudan ;
- Ihsan Mohamed Fakhri  [459],[460],[461] : première femme juge au Soudan (1965). Elle est ensuite devenue la première femme nommée juge à la Cour suprême du Soudan (en) ;
- Nagwa Kamal Farid[462],[463],[464] : première femme nommée juge du tribunal de la charia au Soudan (1970) ;
- Nemat Abdullah Khair : première femme juge en chef/présidente de la Cour suprême du Soudan (2019).

## Tanzanie
- Julie Manning[465],[466],[467] : première femme avocate en Tanzanie. Elle est ensuite devenue la première femme juge (lors de sa nomination en tant que juge à la Haute Cour de Tanzanie (en) en 1974) ;
- Suad Al-Lamkia[468],[469] : première femme avocate à travailler pour le ministère public tanzanien (1971-1972) ;
- Eusebia Munuo[470] : première femme à occuper le poste de juge à la Cour d'appel de Tanzanie ;
- Joaquine De Mello[471] : première femme à occuper le poste de présidente de la Tanganyika Law Society (en) (2007-2008).

## Tchad
- Ngonyam Béradinfar[472] : première femme magistrate au Tchad (1983) ;
- Nadingar Ekoue Thérèse (1992), Jacqueline Moudeina (1995) et Delphine Djiraïbé (v. 1995)[473],[58],[474],[475] : premières femmes avocates au Tchad ;
- Ruth Yaneko Romba[476] : première femme à occuper le poste de conseillère (conseiller) à la Cour suprême du Tchad (en) (2000) ;
- Agnès Ildjima Lokiam[477],[478] : première femme à siéger au Conseil constitutionnel du Tchad (2002).

## Togo
- Acouetey Massan Lorette[58] : première femme avocate au Togo ;
- Biyémi Brigitte Brym-Kekeh[479],[480],[481] : première femme magistrat au Togo (vers les années 1960) ;
- Sylvia Aquereburu[482] : première femme notaire au Togo (1981) ;
- Awa Nana Daboya[296] : première femme togolaise à être juge à la Cour de justice de la Communauté économique des États de l'Afrique de l'Ouest (en) (2001) ;
- Edwige Ablavi Hohoueto[483] : première femme nommée juge à la Cour constitutionnelle du Togo (2007) ;
- Evelyne Afiwa Hohoeto[484],[485] : première femme togolaise élue juge à la Cour Commune de Justice et d'Arbitrage de l'Organisation pour l'Harmonisation en Afrique du Droit des Affaires (2018) ;
- Justine Azanlédji-Ahadzi[486] : première femme à occuper le poste de procureur général de la Cour suprême du Togo (2022).

## Tunisie
- Juliette Smaja Zérah (1916)[487],[488],[489],[490] : première femme (d'origine juive) avocate en Tunisie ;
- Amna Aouij[491],[492] : première femme magistrat en Tunisie (1966) ;
- Emma Chtioui et Joudeh Jijah[493],[494],[495],[460] : premières femmes juges respectivement en Tunisie (1968) ;
- Leila Khadija Zouari Bel Hassan (1970) et Aïda Ajimi (1973)[449],[493] : premières avocates musulmanes en Tunisie ;
- Suzanne Basdevant[496] : première femme juge ad hoc de la Cour internationale de justice pour la Tunisie (1982) ;
- Rafiâ Ben Ezzedine[497] : première femme juge nommée présidente d'une cour d'appel en Tunisie ;
- Faouzia Ben Alaya[498],[499] : première femme nommée présidente de la Cour de cassation de Tunisie (2016).

## Zambie
- Phyllis Mackendrick (vers 1928)[500] : première femme avocate de Rhodésie admise à la Haute Cour de Rhodésie (ancien nom de la Zambie et du Zimbabwe) ;
- J. J. McGrowther (vers les années 1950)[501] : première femme avocate admise aux barreaux de Rhodésie du Nord (ancien nom de la Zambie) et de Rhodésie du Sud (ancien nom du Zimbabwe) ;
- Lombe Chibesakunda (1969)[502],[503],[504] : première femme avocate zambienne et première femme solliciteur général (1973) en Zambie. Elle a été la première femme à occuper le poste de juge en chef par intérim de la Zambie (2012-2015) ;
- Florence Mumba (1973)[505],[506],[507] : première femme juge en Zambie (lors de sa nomination en tant que juge de la Haute Cour de Zambie en 1980). Elle et Lombe Chibesakunda ont été les premières femmes nommées à la Cour suprême de Zambie en 1998[508] ;
- Irene Mambilima[509],[510] : première femme à occuper le poste de juge en chef adjointe (2008-2015) et juge en chef de la Haute Cour de Zambie (2015-2021) ;
- Hildah Chibomba, Mugeni Mulenga et Anne Sitali[511] : premières femmes à occuper le poste de juge à la Cour constitutionnelle de Zambie (2016). Chimbomba a également été la première femme à occuper le poste de présidente de la Cour constitutionnelle de Zambie ;
- Sara Larios (2011)[512] : première femme américaine admise à pratiquer le droit en Zambie ;
- Lillian Fulata Shawa[513] : première femme à occuper le poste de directrice des poursuites publiques en Zambie (2016) ;
- Linda Kasonde[514] : première femme élue à la présidence de la Law Society of Zambia (2016).

## Zanzibar
- Suad Al-Lamkia[468],[469],[515],[516] : première femme née à Zanzibar à devenir avocate, bien qu'elle n'ait pas réussi à établir son propre cabinet juridique en raison de la révolution de Zanzibar ;
- Janet Sekihola[517] : première femme nommée magistrat du tribunal de première instance à Zanzibar (vers les années 1980) ;
- Salma Ali Hassan Khamis et Mwanamkaa Abdulrahman Mohammed[518]: pmières femmes à occuper respectivement les postes de directrice et de directrice adjointe du bureau des poursuites publiques à Zanzibar (2021).

## Zimbabwe
- Phyllis Mackendrick (vers 1928)[500] : première femme avocate de Rhodésie admise à la Haute Cour (ancien nom de la Zambie et du Zimbabwe) ;
- J. J. McGrowther (vers les années 1950)[501] : première femme avocate admise aux barreaux de Rhodésie du Nord (ancien nom de la Zambie) et de Rhodésie du Sud (ancien nom du Zimbabwe) ;
- Kellelo Justina Masafo-Guni[243],[519],[520] : première femme magistrat au Zimbabwe (1980) ;
- Thérèse Striggner Scott[521],[522],[523] : première femme nommée juge à la Haute Cour du Zimbabwe (vers 1983) ;
- Vernanda Ziyambi[524] : première femme nommée juge à la Cour suprême du Zimbabwe (2001) ;
- Rita Makarau[525],[526],[527] : première femme nommée juge présidente de la Haute Cour du Zimbabwe (2006) ;
- Anne-Marie Gowora (en), Elizabeth Gwaunza, Antonia Guvava, Rita Makarau et Susan Mavangira[528],[529],[530],[531],[532] : premières femmes à siéger comme juges à la Cour constitutionnelle du Zimbabwe (2013) ;
- Vimbai Nyemba[533] : première femme présidente de la Law Society of Zimbabwe (2015) ;
- Elizabeth Gwaunza (en)[534],[535] : première femme nommée juge en chef adjointe (2018) et juge en chef par intérim (2021) de la Cour suprême du Zimbabwe.